# کاروانسرای آسمانجرد
کاروانسرای آسمانجرد مربوط به دوره صفوی است و در شهرستان جهرم، بخش خفر، روستای برایجان واقع شده و این اثر در تاریخ ۱۲ بهمن ۱۳۸۱ با شمارهٔ ثبت ۷۲۰۱ به‌عنوان یکی از آثار ملی ایران به ثبت رسیده است.